# Sporophila pileata
Sporophila pileata là một loài chim trong họ Thraupidae.